# Assedio di Capua (1860)
L'assedio di Capua del 1860, condotto dalle truppe dell'esercito piemontese, fu un episodio del processo di conquista del Regno delle Due Sicilie, che portò alla proclamazione del Regno d'Italia.

## Storia
La città fortificata di Capua era una delle principali piazzeforti del Regno delle Due Sicilie, tanto importante da essere considerata come "la chiave del Regno". Tale considerazione proveniva dal fatto che la particolare posizione della città, posta nelle immediate vicinanze del fiume Volturno, ne faceva un ideale punto di difesa contro qualunque invasione proveniente da nord.
Le truppe garibaldine durante la Battaglia del Volturno occuparono Santa Maria Maggiore, l'odierna Santa Maria Capua Vetere, e il 1º ottobre 1860 respinsero un assalto dell'Esercito delle Due Sicilie che cercò di riconquistare la cittadina. Una volta ottenuto il consolidamento della posizione, gli attaccanti passarono a cingere d'assedio Capua, posizionando la propria artiglieria sul colle detto La Costa del monte S. Nicola, nei pressi di Sant'Angelo in Formis. L'esercito borbonico consisteva di 10 000 uomini tra gli occupanti la fortezza e le retrovie verso il Basso Volturno.
L'8 ottobre un'offensiva garibaldina per cercare di sfondare l'assedio fu bloccata dai borbonici, che contrattaccarono occupando temporaneamente Sant'Angelo in Formis per rifornirsi di viveri. Intanto Garibaldi respingeva le pressioni dei suoi ufficiali per bombardare la città, avendo premura di non causare vittime civili.
Il 12 ottobre i Piemontesi attraversavano il fiume Tronto, confine con lo Stato Pontificio. Un'ulteriore incursione borbonica a Sant'Angelo in Formis avvenne il 15 ottobre.
Il 18 ottobre i borbonici tagliarono gli alberi davanti alla fortezza per permettere una maggiore potenza di fuoco all'artiglieria. Il 19 ottobre i borbonici respinsero un attacco congiunto dei Piemontesi, nel frattempo scesi dal nord, e di una legione di volontari inglesi comandata dal colonnello John Whitehead Peard.
Il 26 ottobre avvenne l'incontro di Teano tra Giuseppe Garibaldi e re Vittorio Emanuele II di Savoia, nel corso del colloquio il comando delle operazioni fu ceduto dai garibaldini ai Piemontesi.
Una volta attestatisi, i piemontesi offrirono la resa ai difensori, ed ottenutone un rifiuto, bombardarono la fortezza per due giorni. Il bombardamento consisteva in pesanti bombe sferiche incendiarie, con apertura da un lato che esplodevano a contatto con corpi duri.
Al termine del bombardamento, il 2 novembre, la guarnigione decise di arrendersi e la maggior parte delle truppe ripararono verso Gaeta, dove parteciparono alla difesa della fortezza. La resa della piazzaforte fu firmata a Santa Maria Maggiore.